# El Abazal
El Abazal är en ort i Mexiko.   Den ligger i kommunen Alto Lucero de Gutiérrez Barrios och delstaten Veracruz, i den sydöstra delen av landet, 250 km öster om huvudstaden Mexico City. El Abazal ligger 880 meter över havet och antalet invånare är 431.
Terrängen runt El Abazal är huvudsakligen kuperad, men åt nordväst är den bergig. Runt El Abazal är det ganska glesbefolkat, med 48 invånare per kvadratkilometer. Närmaste större samhälle är Alto Lucero, 4,1 km sydväst om El Abazal. I omgivningarna runt El Abazal växer huvudsakligen savannskog.